# گرانیت ژاکا
گرانیت ژاکا (انگلیسی: Granit Xhaka؛ زاده ۲۷ سپتامبر ۱۹۹۲) یک بازیکن فوتبال آلبانی الاصل اهل سوئیس است که برای تیم فوتبال بایر لورکوزن بازی می‌کند.
پدر او در سال ۱۹۸۶ به دلیل شرکت در تظاهرات دانشجویی علیه دولت مرکزی بلگراد در یوگسلاوی دستگیر و به سه سال حبس محکوم شد و پس از گذراندن دوران محکومیت وی بود که پدر و مادر او به عنوان مهاجران مسلمان آلبانیایی در سال ۱۹۹۰ به سوئیس مهاجرت کردند و شهر بازل را برای زندگی انتخاب کردند. 
ژاکا همچنین با آرسنال موفق به کسب ۴ جام شده‌است. جام اف ای کاپ، ۲۰۱۷، جام خیریه ۲۰۱۷، اف ای کاپ ۲۰۲۰، جام خیریه ۲۰۲۰، افتخارات گرانیت ژاکا با آرسنال بوده‌است.

## تیم ملی

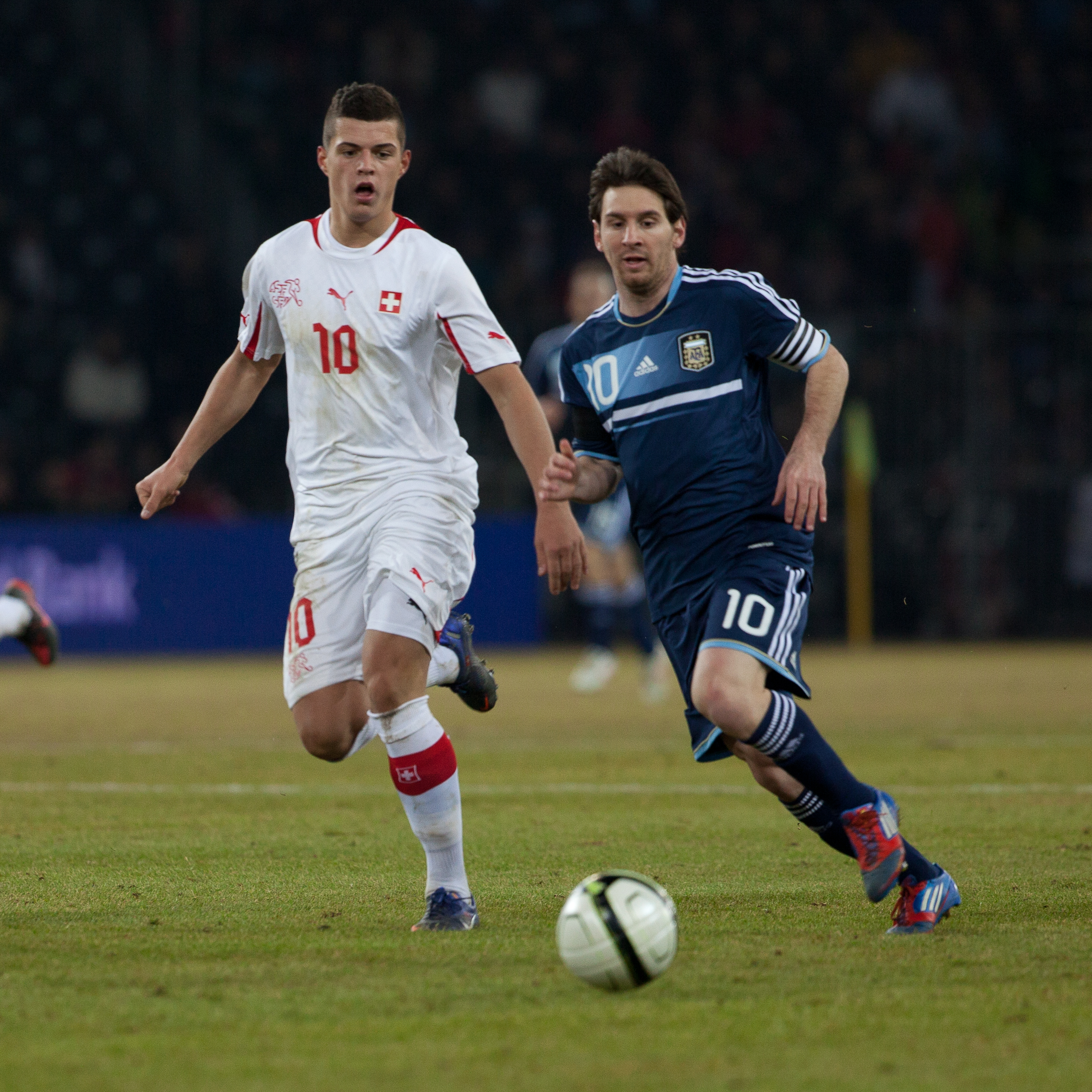
تصویر گرانیت ژاکا در تیم ملی سوئیس در بازی با تیم ملی آرژانتین

گرانیت در تیم ملی فوتبال سوئیس بازی کرده‌است در حالی که برادرش، تائولانت ژاکا در تیم ملی فوتبال آلبانی بازی می‌کند. گرانیت پیش‌تر گفته بود هر گاه بتواند در تیم ملی فوتبال کوزوو بازی خواهد کرد اما فیفا اجازه این کار را به او نمی‌دهد. فدراسیون فوتبال سوئیس هم با این انتقال مخالف است و بیانیه‌ای علیه تیم کوزوو داده‌است.
در جام جهانی فوتبال ۲۰۱۸ در مرحله گروهی سوییس با تیم ملی فوتبال صربستان هم‌گروه شد. در بازی دوم این گروه دو تیم مقابل یکدیگر قرار گرفتند که گرانیت ژاکا و جردان شکیری، هر دو با تبار آلبانیایی برای سوییس گلزنی کردند. این دو پس از به ثمر رساندن گل‌هایشان با دست نماد عقاب آلبانی را نشان دادند که نماد مقاومت مردم کوزوو در برابر نسل‌کشی آن‌ها توسط صرب‌ها بود.صربها که از این کار ژاکا و شقیری به شدت عصبانی بودن منتظر دیدار با این بازیکنان بودند که با سفر آرسنال به بلگراد برای بازی با ستاره سرخ این موقعیت برای آنها ایجاد شد که بتوانند با شقیری رودرو شوند اما با هوشیاری اونایی امری این بازیکن از سفر به بلگراد بازماند و نامش از لیست برای این دیدار خط خورد.